# Мургаш (община Уб)
Вижте пояснителната страница за други значения на Мургаш.
Мургаш (на сръбски: Мургаш или Murgaš) е село в община Уб, Колубарски окръг, Сърбия. През 2002 година населението му е 562 души.